# Tachina tadzhica
Tachina tadzhica là một loài ruồi trong họ Tachinidae.